# Lemmastrecke
Eine Lemmastrecke ist in der Lexikografie eine Teilmenge von unmittelbar aufeinander folgenden Lemmata eines Wörterbuchs, beispielsweise ein Band eines mehrbändigen Lexikons. Folgende Lemmastrecke zeigt zwei Spezialfälle der alphabetischen Sortierung, die in den meisten Fällen als Ordnung angewandt wird:
Dacapo, D’accord, Dacron, Dada, Dädaleum
Die Lemmastrecke ist von der Art der alphabetischen Sortierung, also der Behandlung von Sonderzeichen abhängig. Durch die Reform der deutschen Rechtschreibung von 1996 änderten sich auch die Lemmastrecken in Wörterbüchern.